# Gaffati
Gaffati (auch: Gafati) ist eine Landgemeinde im Departement Mirriah in Niger.

## Geographie
Gaffati liegt in der Sahelzone und ist von einer schwer passierbaren Hügelkette durchschnitten. Die Nachbargemeinden sind Dakoussa im Nordwesten, Albarkaram im Norden, Damagaram Takaya und Mazamni im Nordosten, Zermou im Osten, Mirriah im Südosten, Kolléram im Süden und die Regionalhauptstadt Zinder im Südwesten.
Bei den Siedlungen im Gemeindegebiet handelt es sich um 55 Dörfer, 69 Weiler und ein Lager. Der Hauptort der Landgemeinde ist das Dorf Gaffati.
Nördlich der drei Dörfer Chiya Habou, Chiya Mala und Chiyata Anga erstreckt sich der periodische See Mare de Chiya, der als Important Bird Area eingestuft ist. Das durch die Gemeinde verlaufende Trockental Zermou wird bei der Kassama-Talsperre und der Toumbala-Talsperre gestaut. Die Stauseen dienen der Bewässerung, Wasserversorgung und Viehwirtschaft.
In klimatischer Hinsicht werden in Gaffati die mit 20 °C niedrigsten Temperaturen im Dezember und Jänner gemessen und die mit 40 °C höchsten Temperaturen im April und Mai. Die Trockenzeit dauer von Oktober bis Mai und die Regenzeit von Juni bis September. Die niederschlagsreichsten Monate sind Juli und August.

## Geschichte
Der Ort Gaffati wurde als Herrschaftssitz des von 1790 bis 1799 amtierenden Dorfchefs Daouda dan Ténimoun gegründet. Daouda gilt als Mitglied der Herrscherdynastie des Sultanats Zinder, das zwar erst 1812 von Sélimane dan Tintouma begründet wurde, aber seine Abstammungslinie auf einen im 17. Jahrhundert lebenden frommen Mann namens Mallam zurückführt. Ende des 19. Jahrhunderts boten die Märkte von Gaffati und weiteren Dörfern in der Region dem in der Stadt Zinder ansässigen bedeutenden Händler Malan Yaroh jene Handwerksprodukte, Pelze, Tierhäute und Henna, die er für den Transsaharahandel benötigte. Bis 1899 gehörte Gaffati zum Reich Bornu – ab 1812 außerdem zum Sultanat Zinder, das ein Teil Bornus war – und gelangte anschließend an Frankreich.
Die französische Kolonialverwaltung richtete Anfang des 20. Jahrhunderts einen Kanton in Gaffati ein und gestattete die Abhaltung des kleinen Marktes. Der britische Reiseschriftsteller A. Henry Savage Landor besuchte den Ort 1906 bei seiner zwölfmonatigen Afrika-Durchquerung. Dem Kanton Gaffati wurde 1924 der aufgelöste Kanton Guéza angeschlossen.
Bei einer Untersuchung im Jahr 1990 wurde beim Befall mit der Saugwürmer-Art Schistosoma haematobium unter den 10- bis 13-Jährigen im Hauptort eine Prävalenz von 98 Prozent festgestellt. Im Zuge einer landesweiten Verwaltungsreform ging 2002 aus dem Kanton Gaffati die Landgemeinde Gaffati hervor. Im Jahr 2008 wurden durch Überschwemmungen im Dorf Angoual Zoulou 80 Felder überflutet und mehrere Häuser zerstört. 745 Dorfbewohner wurden als Geschädigte eingestuft. Starke Niederschläge am 16. und 17. Juli 2022 verursachten in der Region Zinder schwere Überschwemmungen mit Todesopfern und Sachschäden. Davon war auch Gaffati betroffen. Die Niederschlagshöhen betrugen 208 mm im Hauptort, 132 mm im Dorf Doumoumougue und 147 mm im Dorf Laoutey. In Hamdara wurde ein Rekord von 252 mm innerhalb weniger Stunden gemessen.

## Bevölkerung
Bei der Volkszählung 2012 hatte die Landgemeinde 46.379 Einwohner, die in 6942 Haushalten lebten. Bei der Volkszählung 2001 betrug die Einwohnerzahl 30.733 in 5729 Haushalten.
Im Hauptort lebten bei der Volkszählung 2012 1864 Einwohner in 294 Haushalten, bei der Volkszählung 2001 1119 in 209 Haushalten und bei der Volkszählung 1988 1532 in 251 Haushalten.
In ethnischer Hinsicht ist die Gemeinde ein Siedlungsgebiet von Hausa, Kanuri, Tuareg und Fulbe. Angehörige der Hausa-Untergruppe Magouzawa betreiben Ackerbau, Agropastoralismus und Fernweidewirtschaft.

## Politik
Der Gemeinderat (conseil municipal) hat 15 gewählte Mitglieder. Mit den Kommunalwahlen 2020 sind die Sitze im Gemeinderat wie folgt verteilt: 7 PNDS-Tarayya, 6 RDR-Tchanji und 2 RPP-Farilla.
Jeweils ein traditioneller Ortsvorsteher (chef traditionnel) steht an der Spitze von 54 Dörfern in der Gemeinde.

## Wirtschaft und Infrastruktur
Die wichtigsten Wirtschaftszweige in der Gemeinde sind der Ackerbau, die Viehzucht, der Handel, die Fischerei und das Handwerk. In den Dörfern im Norden und Osten der Landgemeinde bestehen Probleme mit der Trinkwasserversorgung.
Im Hauptort ist ein Gesundheitszentrum des Typs Centre de Santé Intégré (CSI) vorhanden. Es verfügt über ein eigenes Labor und eine Entbindungsstation. Der CEG Gaffati ist eine allgemein bildende Schule der Sekundarstufe des Typs Collège d’Enseignement Général (CEG). Er wurde 2002 eröffnet. Beim Centre de Formation aux Métiers de Gaffati (CFM Gaffati) und beim Centre de Formation aux Métiers de Guéza Mahaman (CFM Guéza Mahaman) handelt es sich um Berufsausbildungszentren. Hinzukommen 22 öffentliche Grundschulen.

## Persönlichkeiten
- Abdou Daouda (1959–2009), Politiker